# Charles Dodgson (kněz)
Charles Dodgson (1800 – 21. června 1868) byl anglikánský duchovní, vědec a spisovatel. Byl otcem spisovatele Charlese Lutwidga Dodgsona, známého spíše jako Lewis Carroll.

## Životopis
Charles Dodgson se narodil v roce 1800 v Hamiltonu v Lanarkshire, jako syn Charlese Dodgsona, armádního kapitána a vnuka Charlese Dodgsona, biskupa Elphina. Vystudoval na Westminster School a Christ Church v Oxfordu, kde absolvoval v roce 1821 v matematice a klasice. Stal se studentem Kristova domu v Oxfordu a pak zde učil matematiku až do roku 1827.
V roce 1827 se Dodgson oženil se svou sestřenicí Frances Jane „Fanny“ Lutwidgeovou, a bylo proto požadováno, aby se vzdal své vysokoškolské pozice. Byl jmenován na vysokou školu – Perpetual Curate of All Saints 'Church, Daresbury. Společně tu měli deset z jedenácti dětí, včetně Charlese Lutwidga. Bohatí příliš nebyli a Dodgson navíc provozoval školu ve vesnici, aby si doplnil svůj příjem. V roce 1836 byl dodatečně jmenován kaplanem Charlese Longleyho, nově vytvořeného biskupa v Riponu. Během tohoto období vychovával se svou ženou všechny své děti doma.
Ředitel Warrington School Thomas Vere Bayne, který studoval na Jesus College v Oxfordu a byl přítelem Dodgsona, v neděli navštěvoval Daresbury a někdy pomáhal s bohoslužbami. Bayne přivedl svého syna Vera, který se stal celoživotním přítelem mladého Charlese Lutwidga. Mezi jejich další přátele a návštěvníky patřil Richard Durnford, rektor Middleton, Lancashire; Francis Egerton, člen parlamentu za jižní Lancashire a John Wilson Patten, poslanec za severní Lancashire.
Dodgson byl současný a vysokoškolský přítel Edwarda Bouverieho Puseyho, vůdce Oxfordského hnutí. Dodgson byl „puseyit“ a přispěl svazkem o Tertullianovi do Puseyho série Knihovna otců. Existují výpovědi, že napsal dvacet čtyři knih o teologii a náboženských předmětech.
Dodgsonova manželka zemřela 26. ledna 1851 a on zemřel 21. června 1868.